# Mécanique cellulaire
La mécanique cellulaire est un sous-domaine de la biophysique qui se concentre sur les propriétés mécaniques des cellules vivantes et sur leur relation avec les fonctions cellulaires. Il englobe des aspects de la biophysique cellulaire, de la biomécanique, de la rhéologie, de la matière molle, de la mécanobiologie et de la biologie cellulaire.

## Mécanique des cellules eucaryotes
Les cellules eucaryotes sont des cellules divisées en compartiments appelés organites (dont le noyau) et séparés entre eux par une membrane. Étant beaucoup plus complexes que les cellules procaryotes, qui n'ont pas de noyau, les eucaryotes doivent protéger leurs organites des forces extérieures.

Structure cellulaire végétale

### Mécanique des cellules végétales
La recherche en mécanique des cellules végétales combine les principes de la biomécanique et de la mécanobiologie pour étudier la croissance et la mise en forme des cellules végétales. Les cellules végétales, comme les cellules animales, répondent aux forces appliquées de l'extérieur, notamment par la réorganisation de leur cytosquelette. La présence d'une matrice extracellulaire très rigide, la paroi cellulaire, confère cependant aux cellules végétales un ensemble de propriétés particulières. Principalement, la croissance des cellules végétales est contrôlée par la mécanique et la composition chimique de la paroi cellulaire . Une partie importante de la recherche en mécanique des cellules végétales est consacrée à la mesure et à la modélisation de la mécanique de la paroi cellulaire pour comprendre comment la modification de sa composition et de ses propriétés mécaniques affecte les fonctions, la croissance et la morphogenèse des cellules,.

### Mécanique des cellules animales

Structure cellulaire animale

Étant donné que les cellules animales  n'ont pas de parois cellulaires pour les protéger comme les cellules végétales, elles ont besoin d'autres structures spécialisées pour supporter les forces mécaniques externes. Toutes les cellules animales sont enfermées dans une membrane constituée d'une bicouche lipidique qui protège la cellule de l'exposition à l'environnement extérieur. En utilisant des récepteurs composés de structures protéiques, la membrane cellulaire est capable de laisser des molécules sélectionnées entrer dans la cellule. L'intérieur de la membrane cellulaire comprend le cytoplasme, qui contient le cytosquelette  : un réseau de protéines filamenteuses comprenant des microtubules, des filaments intermédiaires et des filaments d'actine qui aide à maintenir la forme de la cellule. En travaillant ensemble, les trois types de polymères peuvent s'organiser pour contrer les forces externes appliquées et résister à la déformation. Cependant, il existe des différences entre ces trois classes de polymères.
Les filaments d’actine sont le plus fin, avec un diamètre de 7 nm, et le plus flexible des trois types de filaments du cytosquelette. Les filaments d’actine sont principalement localisés sur le pourtour intérieur des cellules. Ils participent à donner leur forme aux cellules et peuvent transporter des protéines et organites. De plus, les filaments d’actine ont une dynamique d’assemblage et désassemblage rapide, ce qui leur permet notamment de générer de la motilité cellulaire.
Les filaments intermédiaires, quant à eux, sont des structures plus permanentes d'un diamètre de 8 à 10nm et sont  composés de nombreux brins de protéines fibrillaires enroulés ensemble. Généralement, le rôle des filaments intermédiaires est de donner un appui structurel à différentes parties de la cellule. Il s’agit toutefois d’une famille très large de filaments qui peuvent remplir des fonctions très différentes. En l’occurrence, les types de filaments intermédiaires présents dans une cellule sont une marque du type cellulaire contrairement à l’actine et aux microtubules qui sont ubiquitaires.
Les microtubules sont les filaments les plus épais du cytosquelette avec un diamètre d’environ 25nm. Contrairement aux filaments d'actine, les microtubules sont des structures rigides et creuses qui ont une orientation radiale, à partir du centrosome. Composés de protéines de tubuline, les microtubules sont des structures dynamiques qui leur permettent de rétrécir ou de croître avec l'ajout ou l'élimination de protéines de tubuline. En termes de mécanique cellulaire, les fonctions principales des microtubules sont de résister aux forces cellulaires de compression d’une part et de constituer un réseau de rails le transport par des moteurs moléculaires dêautre part.

## Mesure de la mécanique des cellules
Les cellules sont des objets plus petits et mous que des échantillons de matériaux comme le métal, le plastique et le verre, ce qui a amené à développer de nouvelles techniques pour la mesure précise de leurs propriétés mécaniques. La variété de ces techniques peut être divisée en deux catégories : les techniques d'application de force et les techniques de mesure de force. Dans le cas de cellules végétales ou fongiques, en raison de l'existence d'une paroi cellulaire rigide, anisotrope et incurvée encapsulant les cellules, des méthodes différentes de celles utilisées pour les cellules animales peuvent être employées.

### Application de force
Les techniques d'application de force utilisent la réponse en déformation de la cellule à une force appliquée. Il existe plusieurs types de techniques d'application de force, notamment : 
1. L'aspiration par micropipette utilise une pression d'aspiration appliquée avec une pipette en verre de petit diamètre. La mesure de la longueur d'aspiration provoquée par la pression d'aspiration peut révéler plusieurs propriétés mécaniques de la cellule[14].
2. La microscopie à force atomique consiste à appliquer une force à l’aide d’un cantilever sur la surface d’une cellule puis à mesurer la réponse de la cellule à cette force appliquée[15].
3. Les techniques optiques impliquent l'utilisation de photons piégés pour manipuler les cellules. Les photons changeront de direction en fonction de l'indice de réfraction de la cellule, conduisant à l’application d’une force sur la cellule[13].
4. Les pinces magnétiques utilisent l'incorporation de billes ferromagnétiques dans la cellule ou attachées à des récepteurs spécifiques sur la cellule. Lorsqu'une force magnétique est appliquée, l'étirement de la membrane peut être mesuré pour en déduire des propriétés mécaniques.

### Mesure de force
1. La microscopie à force de traction permet de mesurer les forces de traction d’une cellule sur un substrat[16]. Cette technique nécessite de faire adhérer la cellule à un substrat dans lequel des billes fluorescentes ont été incorporées. On peut ensuite déduire les forces de tractions qu’exerce de la cellule sur ce substrat en mesurant le champ de déplacement des billes et en connaissant les propriétés mécaniques du substrat.
2. Lorsque les cellules adhérentes sont excitées par des ondes acoustiques de surface, elles commencent à générer un micro-flux acoustique. L'amplitude de la vitesse de cet écoulement près de la membrane cellulaire est directement proportionnelle à la rigidité (c'est-à-dire au module d'élasticité) de la cellule[17].